# ACO Gruppe
Die ACO Ahlmann SE & Co. KG ist die Konzernobergesellschaft der ACO Gruppe, einem deutschen Hersteller von Bauelementen mit Hauptsitz in Büdelsdorf.
ACO ist ein Hersteller von Bauelementen für den Tiefbau, Hochbau, Garten- und Landschaftsbau, die Haustechnik, die Abwasserbehandlung und landwirtschaftliches Bauen. Hauptprodukte sind Systeme und Komponenten aus Polymerbeton, rostfreiem Edelstahl, Gusseisen und Kunststoff zur Entwässerung von Gebäuden und Grundstücken. Weitere Geschäftsfelder sind Sportstättenbau, Amphibienschutzsysteme, Eisenguss und der Edelstahl-Sonderbau. Die Unternehmensgruppe verfügt über ein eigenes Rechenzentrum und gehört nach eigenen Angaben zu den Weltmarktführern im Bereich Entwässerungslösungen.
Das Unternehmen wurde 1946 von Josef-Severin Ahlmann auf dem Gelände der Carlshütte (Eisengießerei) in Büdelsdorf gegründet. Heute führen Hans-Julius Ahlmann und sein Sohn Iver Ahlmann die Unternehmensgruppe.
Gesellschaften der ACO Gruppe sind heute in 47 Ländern in vier Erdteilen vertreten. Es bestehen 35 Produktionsstätten in achtzehn Ländern. Die Gruppe beschäftigt ca. 5.300 Mitarbeiter in mehr als 47 Ländern weltweit.

## Entwicklung seit 1993

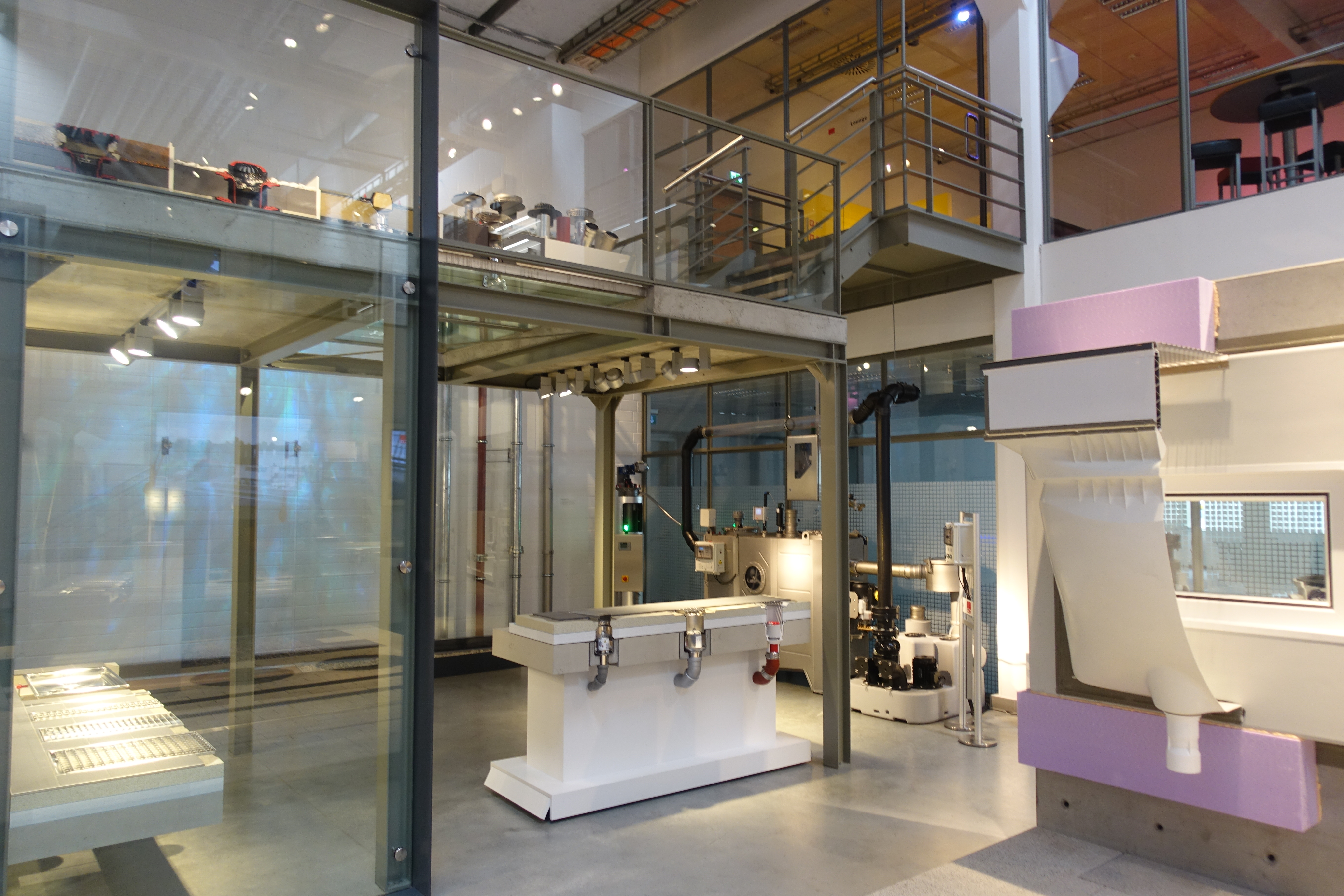
Produkte zur Abwassertechnik im Ausstellungsraum der Firma

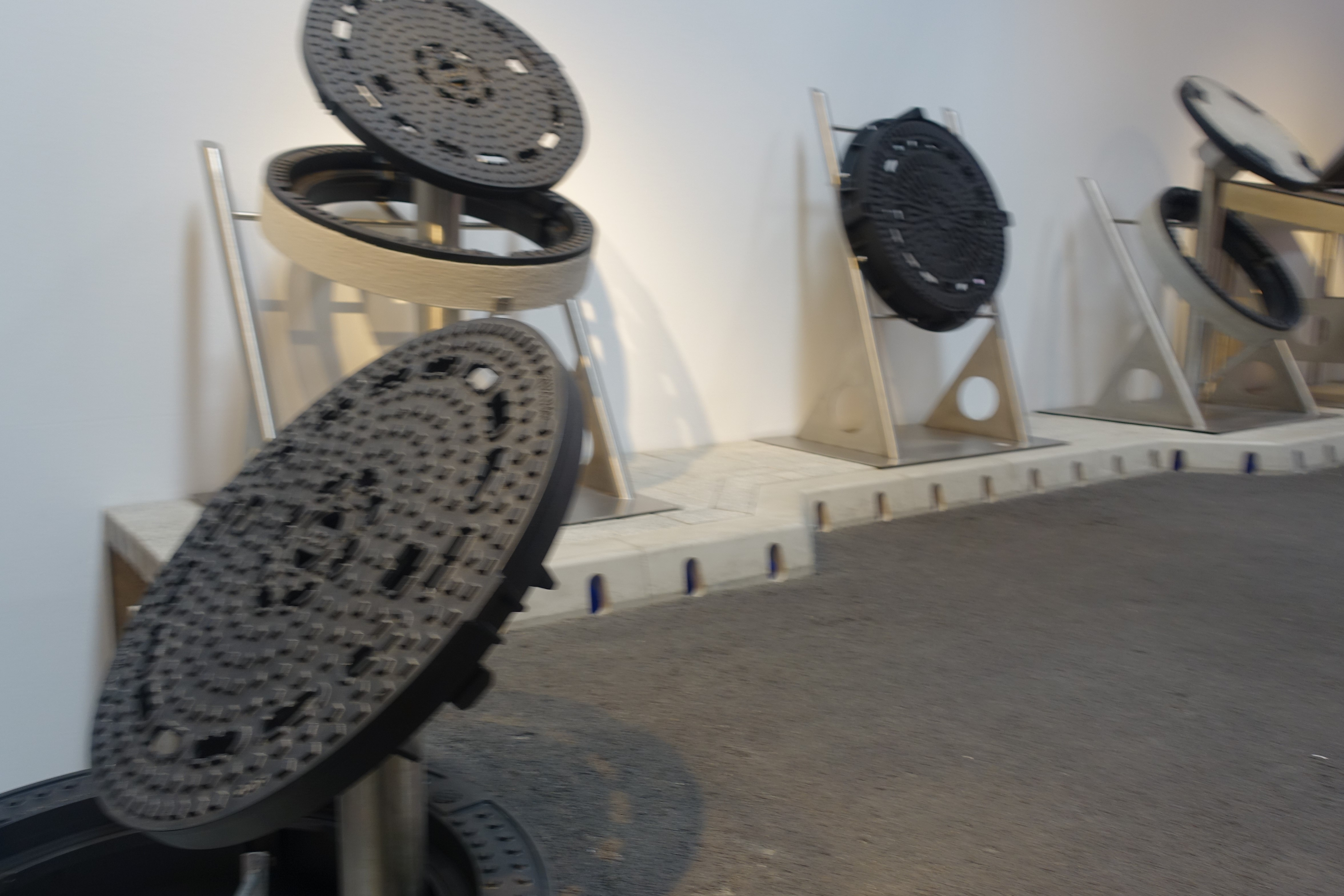
Ausstellungsraum mit Präsentation der produzierten Produkte der Firma

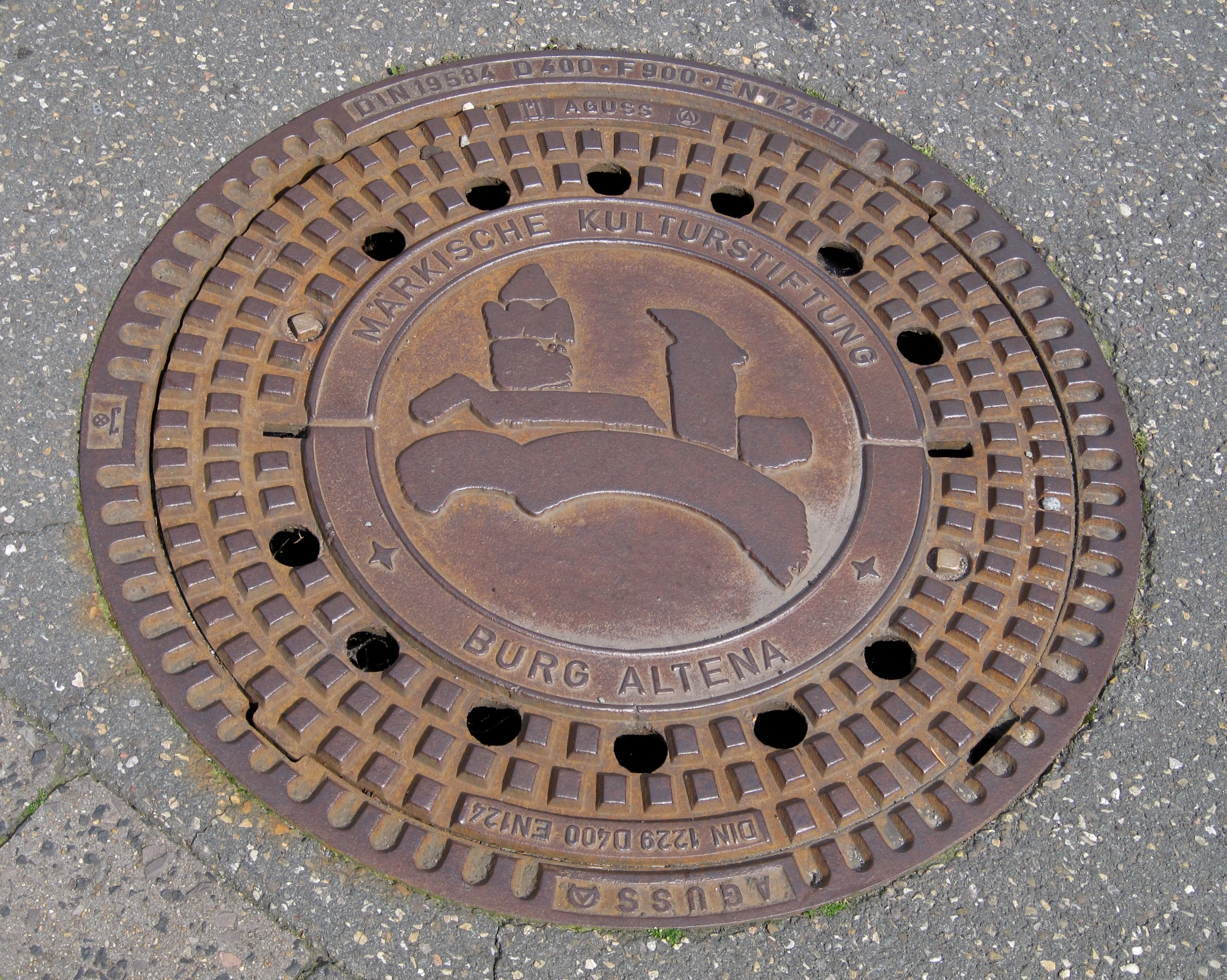
Schachtdeckel in der Fritz-Thomée-Straße in Altena (Märkische Kulturstiftung, Burg Altena)

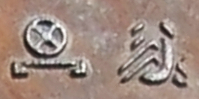
ACO Gussdeckel-Symbole

### Die 1990er-Jahre
1993 erfolgte der Aufbau einer Produktion von Glasfaserverstärktem Kunststoff (GFK) in Monroe (North Carolina, USA). 1994 wurden die Firmen Polycrete (Sydney, Australien) und Inote (Schweiz) übernommen, ein Jahr später auch noch die Plastmo Gruppe, welche in Skandinavien, England und Polen aktiv war. 1996 kam es zum Produktionsbeginn in Legionowo (Polen) und zu Übernahmen der Mitbewerber Signum in Deutschland und Hvidbjerg Vinduet in Dänemark. Ein Jahr darauf übernahm ACO das Guss- und Armaturwerk Kaiserslautern (AWK) aus der Insolvenz. Ein weiterer Produktionsbeginn fand 1998 in Maçanet de Cabrenys (Spanien) statt. 1999 baute man die Edelstahlproduktion in Přibyslav (Tschechien) aus und übernahm das Schweizer Unternehmen Poly Bau Schweiz.

### 2000 bis 2010
In den 2000er-Jahren setzte sich die zahlreiche Übernahme von Firmen fort: Passavant Entwässerungs- und Abscheidetechnik mit Produktionsstandorten in Deutschland, der Schweiz, Italien, Belgien und den Niederlanden (2000), US-amerikanische Firma Yankee Plastic (2001), DJ Muller in Australien und Multi-Lite in Dänemark (2002), italienische Firma Compasso (2003), Funki Tech A/S (2004), Abscheiderspezialist TTM in Schweden (2005), Schweizer Firma Hestag und Fritschi (2009).
Darüber hinaus kam es zur Expansion in Rumänien, Kroatien, Bulgarien, der Volksrepublik China und in den Vereinigten Arabischen Emiraten. 2005 wurde das Entwässerungsprojekt der Firma Möck aufgenommen; später Möck als Ganzes übernommen. 2006 erfolgte die Gründung der Aguss Vertrieb GmbH. Ein Jahr darauf kam es zum Produktionsstart des neuen ACO-Werks im US-amerikanischen Casa Grande (Arizona). 2008 baute die ACO-Gruppe die Kunststoffproduktion in Rendsburg/Büdelsdorf, Stadtlengsfeld und Tábor in Tschechien aus. 2009 erfolgte der Aufbau der Edelstahlfertigung in Dubai.

### Seit 2010
Ab 2010 übernahm die ACO Gruppe weitere Unternehmen: den finnischen Abscheiderhersteller Ekopinta (2010), Havo Strangguss GmbH in Plettenberg (2012), Hydrocast SARL in Frankreich (2013), ALLERUP TEKNIK AS, Egebjerg International und Master Trading aus Dänemark (2014), Strangguss Handelsgesellschaft AT aus Nanjing in China (2014), Rofo Engineering aus Johannesburg, Südafrika (2016), Plastmo Polska in Polen (2016), Ecoline Ltd aus Russland (2017), DETEGO Schachtabdeckungssysteme GmbH & Co. KG in Mülheim-Kärlich, Deutschland (2018), SG Railing AS, Arna in Norwegen (2018), MufleSystem S.r.l. in Italien (2019).
2010 erfolgte die Eröffnung eines Werkes zur Polymerbetonfertigung in Shanghai. In den darauffolgenden Jahren wurden Vertriebsgesellschaften in Brasilien, Mexiko, Neuseeland, Südafrika, Marokko, Chile, Kolumbien, Mosambik, Russland (ACO Funki) und Saudi-Arabien gegründet. Produktionsflächen in Dubai und Istanbul erweiterte die ACO Gruppe im Jahr 2013. Zwei Jahre darauf erfolgte die Gründung von ACO Casting Services South Africa Pty. Ltd. in Johannesburg (Südafrika). 2016 kam es zum Produktionsstart im ACO Werk in Jacareí (Brasilien). Im selben Jahr wurde auch die Edelstahlproduktion im ACO Werk in Shanghai (China) gestartet.
Am 1. Juli 2021 wurde bekannt, dass die ACO-Gruppe das Unternehmen BIRCO (Hersteller von Entwässerungselementen) mit Sitz in Baden-Baden übernehmen will. Das Bundeskartellamt hat die Übernahme im Januar 2022 untersagt. BIRCO wurde per 1. Januar 2023 an die Schweizer Müller-Steinag-Gruppe mit Hauptsitz in Rickenbach verkauft.

## Kulturelles Engagement
Im Jahr 1999 gründete Hans-Julius Ahlmann, geschäftsführender Gesellschafter der ACO Gruppe, zusammen mit einem befreundeten Künstler die Kunstausstellung NordArt. Nach eigener Aussage zählt die Ausstellung mit über 250 Künstlern aus aller Welt zu den größten Ausstellungen zeitgenössischer Kunst in Nord-Europa. Mit dem Einzug der Musiker der internationalen Orchesterakademie des Schleswig-Holstein Musik Festivals hat sich das Gelände der ACO Gruppe zu einem öffentlichen Ort für Ausstellungen, Konzerte, Lesungen, Theater- und Filmvorführungen entwickelt.
2011 wurde die ACO Gruppe für das „Kunstwerk Carlshütte“ mit dem Deutschen Kulturförderpreis ausgezeichnet.